# 吴树根
吴树根（1987年8月26日—），蒙古族，生于内蒙古自治区兴安盟科尔沁右翼前旗阿力得尔苏木，中国女子柔道運動員。

## 簡介
吴树根在草原成長，从小就具有体育天分；曾在初中时打破兴安盟中长跑纪录。她在13岁时被柔道教練發掘，進入内蒙古体工队开始柔道生涯。至2004年，她憑藉优异的表现入选国家队。
2007年，吴树根代表国家队出戰在巴黎举行的法国柔道超A级奥运会积分赛，表現一鳴驚人，連勝了意大利、俄罗斯、韩国等好手闯進决赛。吴树根在决赛对战雅典奥运会银牌得主、法国的弗雷德里克·若西内，不但沒有手软，更以一本的优势一举奪冠。
2008年，吴树根代表中国出戰北京舉行的奥林匹克运动会柔道比賽女子48公斤級賽事，轻松进入八强，最後負於曾连续四届在奥运会上奪得2金2银的日本名将谷亮子出局。
2012年，吴树根代表中国出戰英國倫敦舉行的奥林匹克运动会柔道比賽女子48公斤級賽事。